# Rachel Goldenberg
Pour les articles homonymes, voir Goldenberg.
Rachel Goldenberg est une réalisatrice et productrice américaine.

## Filmographie

### Réalisatrice
- 2008 : Sunday School Musical
- 2008 : Somewhere Between Here & There
- 2010 : Sherlock Holmes (Les Mystères de Londres[Quoi ?])
- 2012 : Rendez-vous à Noël (Love at the Christmas Table) (téléfilm)
- 2013 : Dans l'enfer de la polygamie (Escape from Polygamy) (téléfilm)
- 2015: Grossesse sous surveillance (A Deadly Adoption) (téléfilm)
- 2020 : Valley Girl
- 2020 : Unpregnant
- 2025 : Swiped (en) (également coscénariste)

### Productrice
- 2008 : Somewhere Between Here & There